# Israel Zangwill

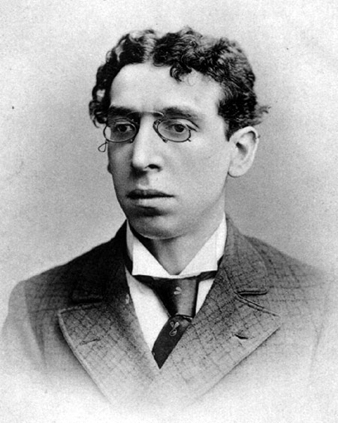
Israel Zangwill

Israel Zangwill (* 21. Januar 1864 in London; † 1. August 1926 in Midhurst, Sussex) war ein britischer jüdischer Schriftsteller, Essayist, Journalist und politischer Aktivist in der feministischen, pazifistischen und zionistischen Bewegung. Zangwill ist nach überwiegender Meinung der Historiker der Autor des zionistischen Slogans „Ein Land ohne Volk für ein Volk ohne Land“. Dieser erschien erstmals im Dezember 1901 im Artikel The Return to Palestine der New Liberal Review.

## Familie und Ausbildung
Zangwill wurde in London als Sohn armer jüdischer Einwanderer aus dem zaristischen Russland und Polen geboren. Er verbrachte seine frühe Kindheit in Plymouth und Bristol. Mit acht Jahren kehrte er mit seiner Familie nach London ins East End zurück, wo er die „Jews’ Free School“ besuchte, an der er später auch als Lehrer tätig war. Er studierte an der Universität in London und schloss 1884 in Geisteswissenschaften, Englisch und Französisch mit Auszeichnung ab.
1903 heiratete er Edith Ayrton, eine Feministin und Schriftstellerin. Mit ihr hatte er zwei Söhne und eine Tochter.

## Leben und Wirken

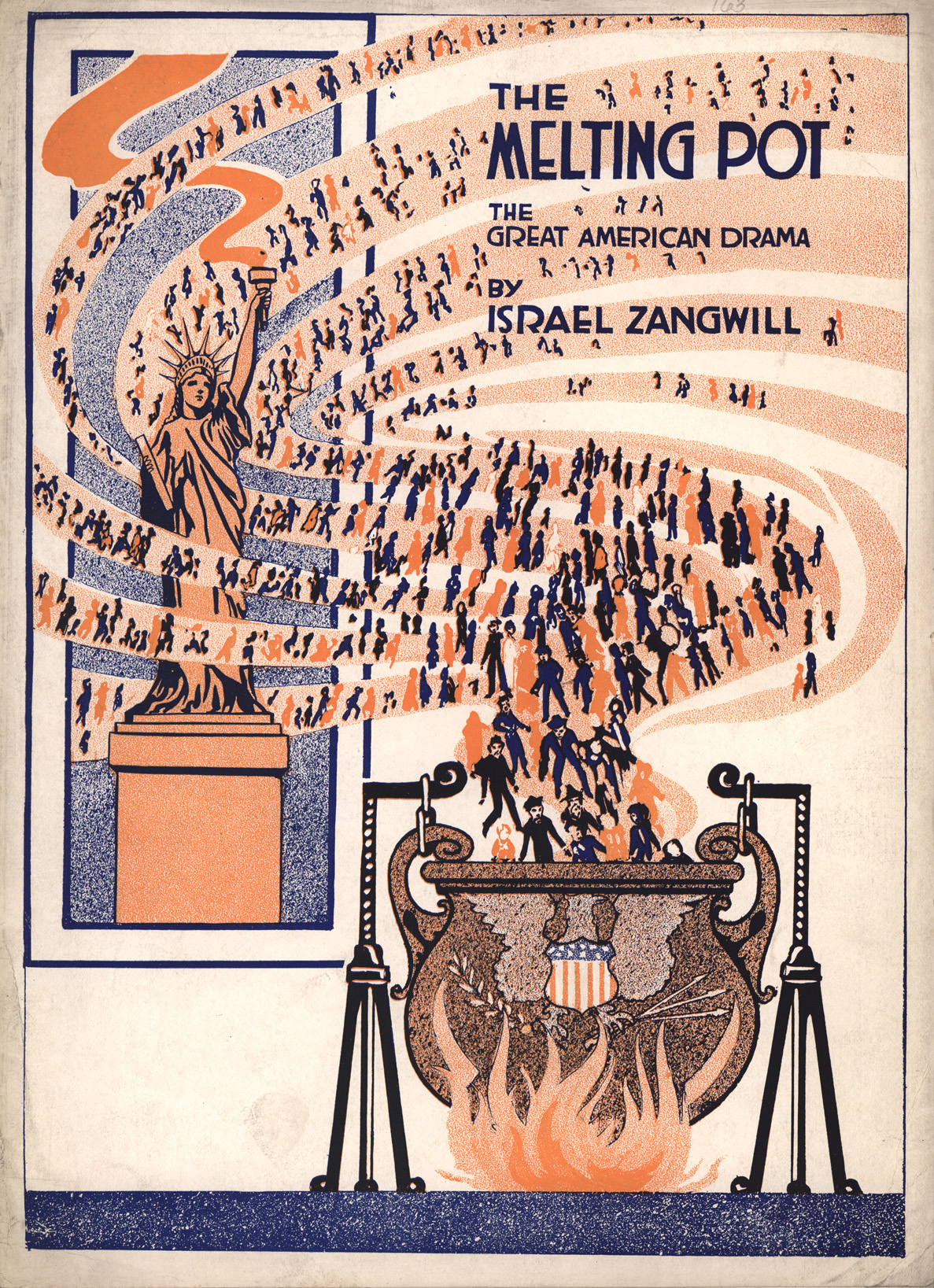
Theaterprogramm für The Melting Pot (1916)

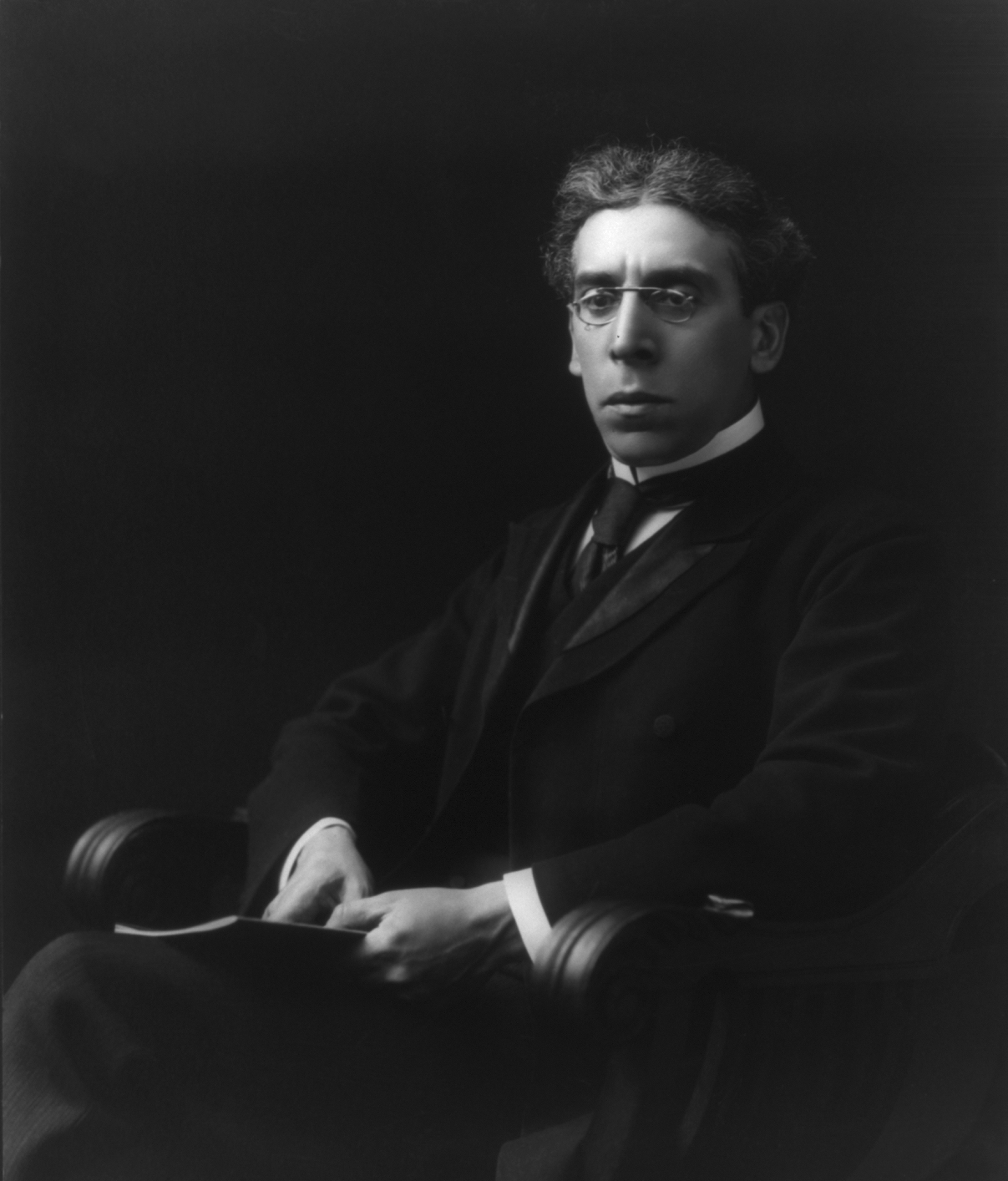
Israel Zangwill 1905

Zangwill war Mitarbeiter verschiedener Zeitschriften und veröffentlichte zahlreiche Essays, Dramen und Romane. Als 17-Jähriger gewann er den ersten Preis in einem Wettbewerb für Kurzgeschichten, seine erste Erzählung, Motso Kleis or the Green Chinee, schrieb er mit 18 Jahren. Berühmt wurde Zangwill 1892 mit seinem Roman Children of the Ghetto (Kinder des Ghettos). Die größte literarische Nachwirkung erzielte er mit The Big Bow Mistery, das heute als Klassiker des Krimi-Genres bezeichnet wird. Das Motiv des Mordes hinter verschlossenen Türen tauchte zwar erstmals bei Edgar Allan Poe Murders of the Rue Morgue (1841) auf, Zangwill beeinflusste aber unmittelbar Gaston Leroux mit Das Geheimnis des gelben Zimmers (1904). Sein bekanntestes Theaterstück ist das 1908 in den USA uraufgeführte Drama The Melting Pot (Der Schmelztiegel).

### Judentum
Zangwill hatte zeit seines Lebens eine zwiespältige Haltung zum überkommenen Judentum. Trotz großer Verbundenheit mit der jüdischen Tradition und einer teilweisen Identifikation mit dem jüdischen Ghettoleben und den es tragenden Idealen lehnte er das orthodox-chassidisch geprägte Judentum als überholt und nicht mehr in die moderne Zeit passend ab. Diese Zerrissenheit zwischen Herkunft, jüdischer Ghetto-Wärme und den Verlockungen einer fremden, unheimlichen Welt thematisiert er immer wieder in seinen Schriften bis in einzelne Charaktere hinein.

### Zionismus
Zangwill war Mitglied des nationaljüdisch orientierten „Maccabean-Clubs“ in London und ein früher Anhänger Theodor Herzls. Er war mit Max Nordau befreundet, der ihn mit Herzl bekanntmachte. Das erste Treffen zwischen den beiden fand am 21. November 1895 in London statt, bei dem Herzl sich mit den Worten vorstellte: „Ich bin Theodor Herzl. Helfen Sie mir, den Jüdischen Staat wieder aufzubauen“. In seinem Tagebuch notierte Herzl eine wenig schmeichelhafte Beschreibung Zangwills, dessen (jüdisches) Äußeres und schroffes Verhalten oft negativ kommentiert wurde.
Israel Zangwill verließ nach Herzls Tod 1905 die zionistische Bewegung im Zusammenhang mit der Uganda-Kontroverse und gründete nach dem 7. Zionistenkongress die „Jüdisch-Territorialistische Organisation“ (ITO), deren Ziel es war, wo immer möglich, auch außerhalb Palästinas, Grund und Boden für eine jüdische Besiedlung zu erwerben. Die Organisation siedelte einige tausend russische Juden in Galveston an, blieb sonst aber erfolglos. Nach der Balfour-Deklaration und der damit zusammenhängenden Stärkung des Zionismus schloss Zangwill sich vorübergehend wieder der offiziellen zionistischen Linie an, die Schwierigkeiten der Besiedlung in Palästina und der Widerstand der Araber ließen ihn jedoch zu seinen früheren territorialistischen Überzeugungen zurückkehren.

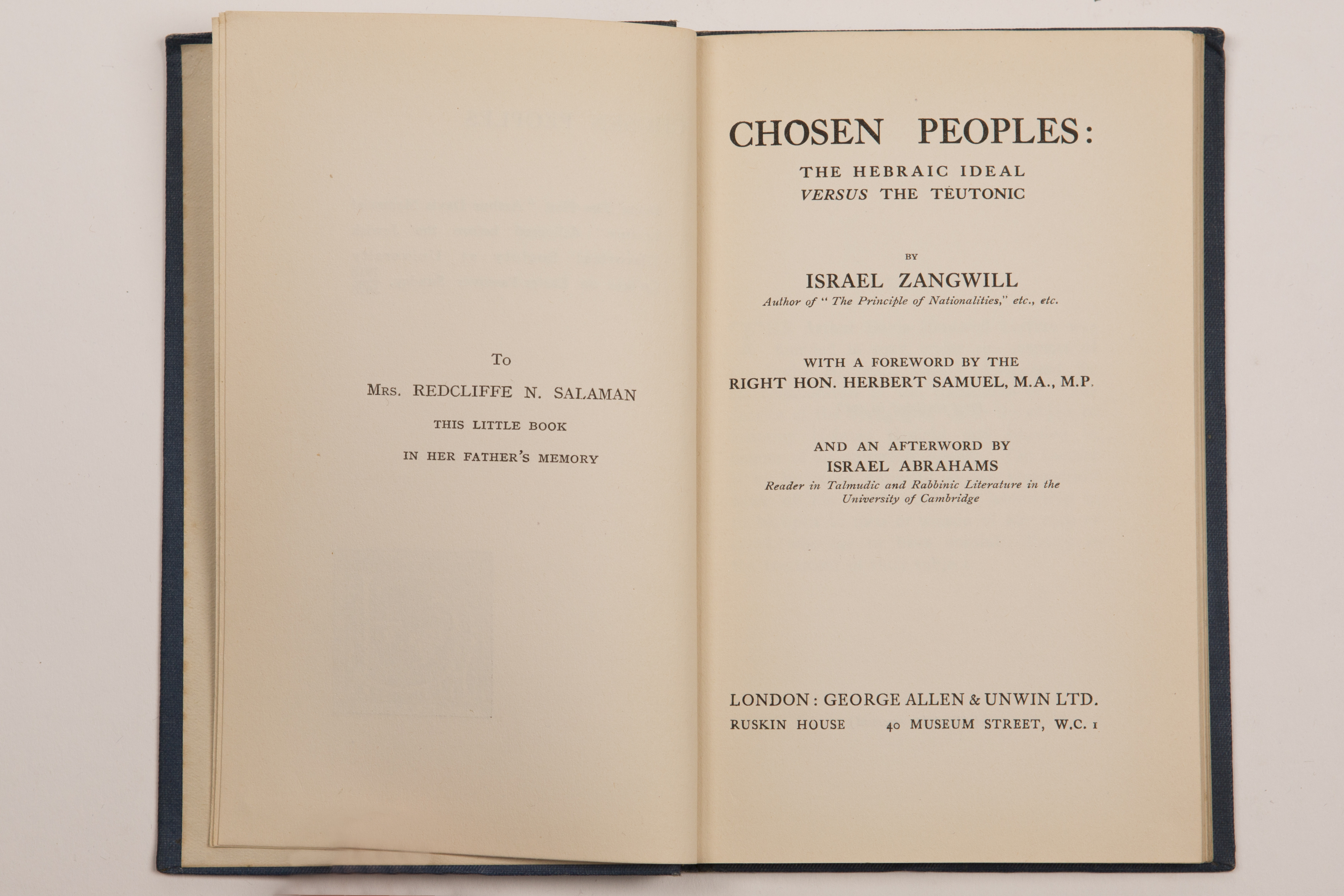
“Chosen Peoples”: Publikation eines Vortrags von Israel Zangwill in der Londoner Jewish Historical Society, 1918, in der Sammlung des Jüdischen Museums der Schweiz in Basel.

## Schriften (Auswahl)
- The Big Bow Mystery. 1891. – deutsch: Das große Geheimnis der Bow Street. Das Neue Berlin, Berlin 1985 (aus dem Engl. Nachw. von Reinhard Lehmann).
- The Children of the Ghetto. 1892.
- Israel Zangwill, Eleanor Marx: „A doll’s house“ repaired. London (Reprinted from: „Time“, March, 1891)
- Ghetto Tragedies. 1893.
- The King of Schnorrers. 1894 (Roman). – deutsch: Der König der Schnorrer. Manesse, Zürich 2006, ISBN 978-3-7175-2104-4 (aus dem Engl. übers. von Trude Fein. Nachw. von Herbert Tauber).
- Dreamers of the Ghetto. 1898.
  - deutsch: Träumer des Ghetto. Deutsche autorisierte Ausgabe durch Dr. Hanns Heinz Ewers unter Mitwirkung des Verfassers. Die Übersetzung aus dem Englischen besorgte E. Steinauer. Berlin: Verlag Siegfried Cronbach, 1908 (Digitalisat: 1, 2)
- The Mantle of Elijah. (1899–1902).
- Ghetto Comedies. 1907.
- The Melting Pot. 1908 (in diesem Drama verwendete Zangwill erstmals den Begriff vom „Schmelztiegel“, der zum Schlagwort für die Einwanderungspolitik der USA werden sollte).
- The War God. 1911.
- The Voice of Jerusalem. 1921.

## Verfilmungen (Auswahl)
- 1925: Wir Modernen (We Moderns) nach We Moderns; a Post-War Comedy in Three Movements – Regie: John Francis Dillon
- 1928: Perfect Crime nach The Big Bow Mystery – Regie: Bert Glennon
- 1946: Hier irrte Scotland Yard (The Verdict) nach The Big Bow Mystery – Regie: Don Siegel (mit Sydney Greenstreet und Peter Lorre)

### Zeitdokumente
- Wladimir Jabotinsky: A Talk with Zangwill. In: Jewish Herald, 4. August 1939.[4]